# Dorfkirche Bietikow

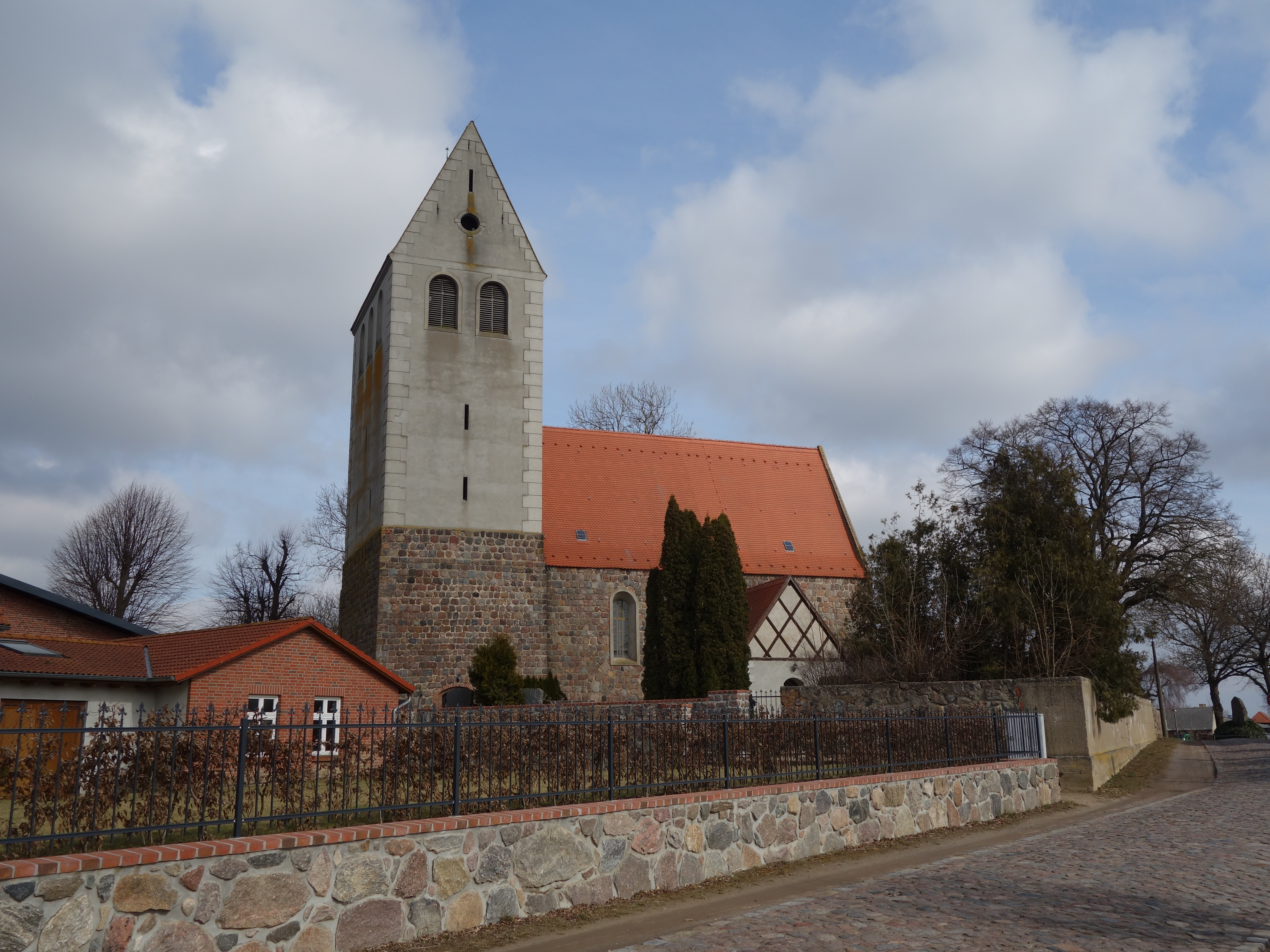
Dorfkirche Bietikow

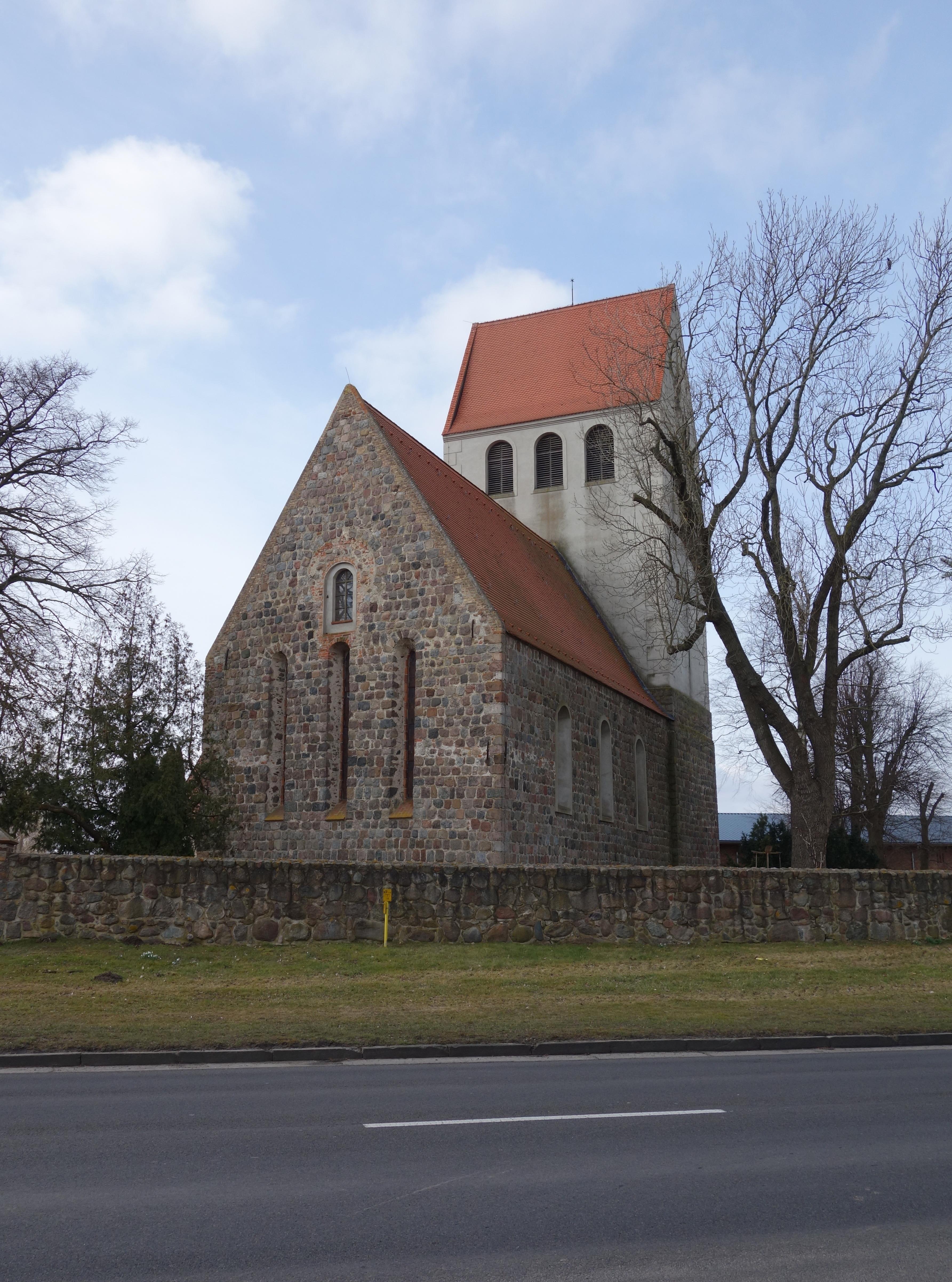
Nordostansicht

Die evangelische Dorfkirche Bietikow ist eine frühgotische Saalkirche im Ortsteil Bietikow der Gemeinde Uckerfelde im Landkreis Uckermark in Brandenburg. Sie gehört zum Pfarrsprengel Prenzlau im Kirchenkreis Uckermark der Evangelischen Kirche Berlin-Brandenburg-schlesische Oberlausitz.

## Geschichte und Architektur
Das Bauwerk ist eine stattliche Saalkirche aus regelmäßigem Feldsteinmauerwerk mit etwas breiterem Westquerturm aus der zweiten Hälfte des 13. Jahrhunderts; der verputzte obere Turmteil mit Satteldach wurde im Jahr 1909 erneuert. Im 18. Jahrhundert wurden die Südvorhalle angebaut und die Fenster mit Ausnahme der Dreifenstergruppe im Osten verändert. Im Süden wurde die Kirche durch ein großes, heute vermauertes Spitzbogenportal erschlossen. Im Ostgiebel sind drei Rundbogenfenster unterhalb einer vermauerten großen Kreisblende angeordnet. Innen schließt eine Holzdecke das Bauwerk ab; die Spitzbogenöffnung zum Turm wurde teilweise zugesetzt. In der Süd- und Westwand des Turms sind Mauertreppen eingebaut. Die Ostfenster sind mit Resten ornamentaler Glasmalerei aus dem Jahr 1909 verglast.

## Ausstattung
Das Hauptstück der Ausstattung ist ein kleiner hölzerner Altaraufsatz mit seitlichen Schnitzwangen aus der ersten Hälfte des 18. Jahrhunderts; im Hauptfeld ist ein Abendmahlsrelief, seitlich in Nischen sind die Skulpturen Johannes des Täufers und Maria Magdalenas aufgestellt, als Bekrönung dient ein Kruzifixus mit Engeln und allegorischen Figuren. Aus der gleichen Zeit stammen die hölzerne Taufe, die Kanzel (der Kanzelkorb wurde 1909 erneuert) und das Pastorengestühl. Die Westempore, das Patronats- und Gemeindegestühl gehören der zweiten Hälfte des 18. Jahrhunderts an. Die Orgel ist ein Werk der Firma Eule Orgelbau aus dem Jahr 1959 mit fünf Registern auf einem Manual und Pedal.